# ベドジフ・フォイエルシュタイン
ベドジフ・フォイエルシュタイン（ベドジヒ、他にベドリッヒ・ファイアースタイン、ベドリッヒ・ファーレンスタインなど。Bedřich Feuerstein、1892年1月15日- 1936年5月10日）は、大正期の日本でも活躍したチェコの建築家、画家、エッセイスト。舞台装置家。チェコ共和国ドブロヴィツェ  (en:Dobrovice) 生まれ。

## 略歴
プラハの東北約五十キロの場所にあるドブロヴィツェの町に生れ、プラハの工業学校やチェコ工科大学に進学し、ヨジェ・プレチニック教授の下で学ぶ。
パリのハーブル校でも建築を学んだ後、プラハで事務所を開いた。以降、プラハの国立劇場、劇場舞台装置などを担当。そして、 友人とともに、チェコの新興芸術運動体として知られるデベェトシルを起こし、詩人、画家、文学者、劇作家と交わり、その中から、建築家としてより舞台装置家として芽を出し、カレル・チャペックのR·U·R(人造人間)をはじめ演劇史上に残る名作の舞台を担当。
その後パリのバレエ劇団関係の仕事をする。
1921年に、パリのシャンゼリゼー劇場でロルフ·ド·マレの舞台を手がける。
1923年からパリ・シャンゼリゼ劇場の舞台装置を担当。1924年から1926年までは、オーギュスト・ペレの元で働く。パリ万国博覧会 (1925年)（アールデコ博）出展の劇場などを担当。彼はこのあたりからアール·デコの流れとからんで、マレの劇団はスウェーデン·バレエと呼ばれアールデコ様式の源流の一つに数えられる造形グループそして1923年パリに移った彼はアール·デコに二つの方面からアプローチし、一つは前述のペレの下での同博覧会の劇場設計に手をかし、もう一つはマルロヴの「エドワード二世」の舞台装置を自ら出品した。 彼は建築家として、また舞台装置家として、両面より関わったわけであるが、「エドワード二世」の舞台は彼の仕事の中では一番アール·デコから遠い作風で、また、ペレの劇場の方も、アール·デコとモダニズムの中間にあるという。
1929年に来日。駐日ソ連大使館を設計する。
その後1931年まで、東京でアントニン・レーモンドと協働する。
日本から帰国した後、私生活で金銭問題が絡み、精神的に病みだし、1936年に自ら命を絶つ。

## 評価
- このパリからまい込んだ有力な助っ人について、レーモンドは後年「1926年、若いチェコ人でなかなかの才のある建築家が、私の事務所に加わった。私の弟、弁護士ビクターが推薦した彼の友人のベドリッヒ·フォイアシュタインであった。彼はオーギュスト·ペレーに学び、まことに才能のある献身的な芸術家であった。彼は劇場のデザインや、他のいくつかの建物のデザインで、1920年代初期にはボヘミアで名をなしていた。彼が私のグループに加わるのは大変嬉しくもあり、そのデザインの影響は大いに有益であった。...フォイアシュタインは、知的にも精神的にも超越した人間であることを実証したが、不幸にもその繊細な精神的均衡は、のちに致命的となった。.…彼はプラーグに戻ったが、やがて精神状態が悪化し、遂に自殺してしまった。(レーモンド著「自伝アントニン·レーモンド」 三沢浩訳)と述べ、また、チャベックも彼を回想した追悼文「かわいそうな フリツェク」の中で、「フリツェクとは昔から友だちや仲間が ベードジフ フォイエルシュタインを呼んだ名た。かわ い い顔をしていたからそう呼んだのだ..誰だって彼の生涯がこれ程悲劇的に終ると予期したであろうか。彼の死は、わが国ではどれ程の才能が無駄にしかも不幸な取り扱いをうけているかのもう1つの例であり、しかも痛ましい例なのである。（ 千野栄一『フォイエルシュタイン考』）と、友人の死を嘆いている。
- アントニン・レーモンドとはライジングサン石油横浜本社（Rising Sun Oil Yokohama building、旧横浜昭和シェル石油ビル、神奈川県横浜市中区山下町58、平成2年まであったが現在高層マンションに建て替わった。施工は大林組、1929年（昭和2年）竣工）、ライジングサン石油社宅群（Rising Sun Oil Yokohama Company housing、横浜市中区、施工は清水組、昭和4年、構造はヤン・ヨセフ・スワガーが担当）、聖路加国際病院・旧病院棟（St. Luke's International Hospital The old hospital building、東京都中央区明石町10-1　都選定歴史的建造物　竣工1933年(昭和8年) 1997 年(平成9年)に改築、設計はレーモンド、フォイエルシュタインの後を受けて、J.V.W.バーガミニーが担当、施工は清水組）など、戦前のレーモンドの代表作であるモダニズム建築を協働で手がけている。
- ライジングサン石油ビルは往時の回転ドアが同地があった場所に建てられたマンションの玄関脇に、大円柱と共にモニュメントとして残されている他、模型が横浜都市発展記念館常設展示の都市形成ゾーンに展示されている。
- 聖路加国際病院は、レーモンドは設計が不興を買い途中解任され、設計者はバーガミニーに代わり、現在みられる意匠に変更されている。フォイエルシュタインは病棟中心部の尖塔屋を計画。中央の十字架造形の塔には色モザイクのタイルが用い、 病棟中心部の礼拝堂にはステンドグラスをデザインしたが、1997年(平成9年)に、病棟中心部の塔屋とチャペルを残し改築されている。
- レーモンド事務所においてフォイエルシュタインとつき合った土浦亀城は、「彼の入所はレーモンド事務所にとって大きな転期となりました。それまでレーモンドは師のライトの濃い影響にもがいていたのですが、彼の手でペレー風が持ち込まれ、ライト脱出が可能となりました」と語っている。
- 昭和初年代のレーモンドの作品歴を彩る東京女子大学や聖路加病院原設計などのペレー調作品、フォイエルシーユタインの手で引かれたものでとりわけ来日第一作に当るライジングサン石油などは、アール,デコ博の劇場内部に想を得ているという。
- 日本以外での建築代表作には、プラハの地勢軍事研究所、ニンブルクの火葬場などがある。